# Rugby-League-Weltmeisterschaft
Die Rugby-League-Weltmeisterschaft ist ein seit 1954 unregelmäßig ausgetragener internationaler sportlicher Wettkampf, bei dem die beste Rugby-League-Nationalmannschaft der Welt gekürt wird.

## Geschichte
Seit 1936 gab es Bestrebungen des französischen Rugby-League-Verbandes, eine Weltmeisterschaft einzuführen. Nach dem Zweiten Weltkrieg wurde die Idee wieder aufgenommen und bei einem Treffen in Blackpool im November 1953 wurde Frankreich vom Rugby-League-Weltverband zum ersten Ausrichter bestimmt. Im darauffolgenden Jahr besiegte Großbritannien Frankreich im Endspiel und wurde so der erste Rugby-League-Weltmeister.
In den Anfangsjahren nahmen nur Australien, Großbritannien, Frankreich und Neuseeland teil. Jede Mannschaft spielte gegen die anderen, und während es bei der Rugby-League-Weltmeisterschaft 1954 ein Finale gegeben hatte, wurde beschlossen, dass beim nächsten Wettkampf die Mannschaft, die in den „Platzierungsspielen“ am besten abschnitte, ohne ein weiteres Finale auch den Titel erhalten solle. Australien gelang dies 1957 bei der Meisterschaft im eigenen Land.
Großbritannien sicherte sich 1960 zum zweiten Mal den Titel. Nächstmalig wurde die Weltmeisterschaft allerdings erst 1968 ausgetragen, da die Franzosen die für 1965 geplante Version im eigenen Land absagten, nachdem sie im Vorfeld erfolglos von einer Tour nach Australien zurückgekehrt waren. Bis Mitte der 1970er Jahre fand die WM im Zweijahresrhythmus statt, wobei 1972 das Finale mit einem 10:10-Unentschieden endete. Großbritannien erhielt den Titel aufgrund des besseren Abschneidens in den Vorrundenspielen.
1975 wurde die Weltmeisterschaft radikal reformiert. Das Turnier fand nicht mehr in einem Gastgeberland statt, sondern wurde in Heim- und Auswärtsspielen ausgetragen. Die Mannschaft Großbritanniens wurde in England und Wales aufgespalten. Australien siegte im Finale gegen England, genau wie zwei Jahre später, als Großbritannien allerdings wieder als ein Team antrat. Durch die ständigen Änderungen im Austragungsmodus verlor die Öffentlichkeit allerdings das Interesse und bis Mitte der 1980er Jahre fand kein weiteres Turnier statt.
Über die Jahre 1985–1988 spielte jede Mannschaft mehrere Male daheim und auswärts gegeneinander. Am Ende stand ein Finale zwischen Australien und Neuseeland im Eden Park in Auckland. Das harte Spiel – der australische Kapitän Wally Lewis spielte einen Teil des Spiels mit gebrochenem Arm – endete 25:12 für die Australier. Von 1989 bis 1992 wurde das Format wiederholt; Australien siegte erneut, diesmal gegen Großbritannien mit 10:6 vor 72.000 Zuschauern im Wembley-Stadion.
Mit zehn Teilnehmern gab es bei der – wieder in einem geänderten Modus ausgetragenen – Weltmeisterschaft 1995 das größte Teilnehmerfeld. Neu dabei waren unter anderem Fidschi, Tonga, Samoa und Südafrika. Das Turnier wurde auch abgehalten, um das hundertjährige Bestehen des Sports zu feiern. Australien besiegte England vor 66.000 Zuschauern mit 16:8 im Finale.
Bei der Neuauflage 2000 kamen weitere sechs Mannschaften hinzu. Die Spiele waren jedoch wenig umkämpft und der Wettbewerb war nicht so erfolgreich wie der Vorgänger.
2008 wurde für die Weltmeisterschaft in Australien die Teilnehmerzahl deshalb wieder auf zehn reduziert. 2013 in Großbritannien nahmen 14 Mannschaften teil, im Finale zwischen Australien und Neuseeland wurde mit 74.468 Zuschauern im Old Trafford von Manchester ein neuer Rekord für ein Rugby-League-Länderspiel aufgestellt.

## Teilnehmende Nationen
- Australien
- Cookinseln
- England
- Fidschi
- Frankreich
- Vereinigtes Königreich
- Irland
- Italien
- Libanon
- Neuseeland
- New Zealand Māori
- Papua-Neuguinea
- Russland
- Samoa
- Schottland
- Südafrika
- Tonga
- Vereinigte Staaten
- Wales

Australien, Frankreich und Neuseeland sind die einzigen Nationen, die bei jeder Rugby-League-Weltmeisterschaft dabei waren. Spieler aus England haben ebenfalls an jedem Turnier teilgenommen, jedoch nahm das Vereinigte Königreich mit Ausnahme von 1975 bis zum Turnier 1989/92 stets mit einer, seitdem jedoch mit Mannschaften für die einzelnen Landesteile einzeln teil.

## Liste der Turniere
| Jahr    | Gastgeber                             | Sieger         | Ergebnis   | Finalgegner    | Stadion                       | Zuschauer | Mannschaften |
| ------- | ------------------------------------- | -------------- | ---------- | -------------- | ----------------------------- | --------- | ------------ |
| 1954    | Frankreich                            | Großbritannien | 16 : 12    | Frankreich     | Prinzenparkstadion, Paris     | 30.368    | 4            |
| 1957    | Australien                            | Australien     | Finalrunde | Großbritannien | Sydney Cricket Ground, Sydney | 58.655    | 4            |
| 1960    | Vereinigtes Königreich                | Großbritannien | Finalrunde | Australien     | Odsal Stadium, Bradford       | 32.733    | 4            |
| 1968    | Australien Neuseeland                 | Australien     | 20 : 2     | Frankreich     | Sydney Cricket Ground, Sydney | 54.290    | 4            |
| 1970    | Vereinigtes Königreich                | Australien     | 12 : 7     | Großbritannien | Headingley Stadium, Leeds     | 18.776    | 4            |
| 1972    | Frankreich                            | Großbritannien | 10 : 10    | Australien     | Stade Gerland, Lyon           | 4.500     | 4            |
| 1975    | Weltweit                              | Australien     | 25 : 0     | England        | Headingley Stadium, Leeds     | 7.727     | 5            |
| 1977    | Australien Neuseeland                 | Australien     | 13 : 12    | Großbritannien | Sydney Cricket Ground, Sydney | 24.457    | 4            |
| 1985–88 | Weltweit                              | Australien     | 25 : 12    | Neuseeland     | Eden Park, Auckland           | 47.363    | 5            |
| 1989–92 | Weltweit                              | Australien     | 10 : 6     | Großbritannien | Wembley-Stadion, London       | 73.631    | 5            |
| 1995    | Vereinigtes Königreich                | Australien     | 16 : 8     | England        | Wembley-Stadion, London       | 66.540    | 10           |
| 2000    | Vereinigtes Königreich                | Australien     | 40 : 12    | Neuseeland     | Old Trafford, Manchester      | 44.329    | 16           |
| 2008    | Australien                            | Neuseeland     | 34 : 20    | Australien     | Suncorp Stadium, Brisbane     | 50.955    | 10           |
| 2013    | Großbritannien                        | Australien     | 34 : 2     | Neuseeland     | Old Trafford, Manchester      | 74.468    | 14           |
| 2017    | Australien Neuseeland Papua-Neuguinea | Australien     | 6 : 0      | England        | Suncorp Stadium, Brisbane     | 40.033    | 14           |
| 2021    | England                               | Australien     | 30 : 10    | Samoa          | Old Trafford, Manchester      | 67.502    | 16           |
| 2025    | TBA                                   |                | − : −      |                |                               |           | 16           |
| 2029    | TBA                                   |                | − : −      |                |                               |           | 16           |